# Tjeckisk julmässa

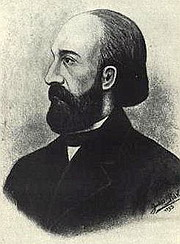
Jakub Jan Ryba

Tjeckisk julmässa (tjeckiska: Česká mše vánoční; latin: Missa pastoralis bohemica) är en pastoral mässa från 1796 av den tjeckiske tonsättaren Jakub Jan Ryba. Den är även känd som Hej, mistře! efter öppningsraden. Den använder den latinska mässans struktur och berättar historien om Jesu födelse och Betlehemsstjärnan, förlagd till en lantlig böhmisk miljö. Mässan är en av de främsta julsymbolerna i Tjeckien.

## Struktur
Kompositionen skrevs ursprungligen i tonarten A dur, men har med tiden transponerats och arrangerats om på ett flertal olika sätt. Idag spelas den mest vanliga versionen i G dur (ett helt tonsteg ner från originaltonarten). Huvuddelen av kompositionen kallas ordinarium och består av sex delar. Karaktäristiskt för mässan är att den innehåller korta melodiska snuttar inspirerade av folkmusik. Mässan omnämns ofta som en kantat för julen. Dock har den blivit exkluderad från den katolska liturgin, för sin folkmusikskaraktär och enkelhet. Den är dock fortsatt sammankopplad med traditionellt tjeckiskt julfirande.

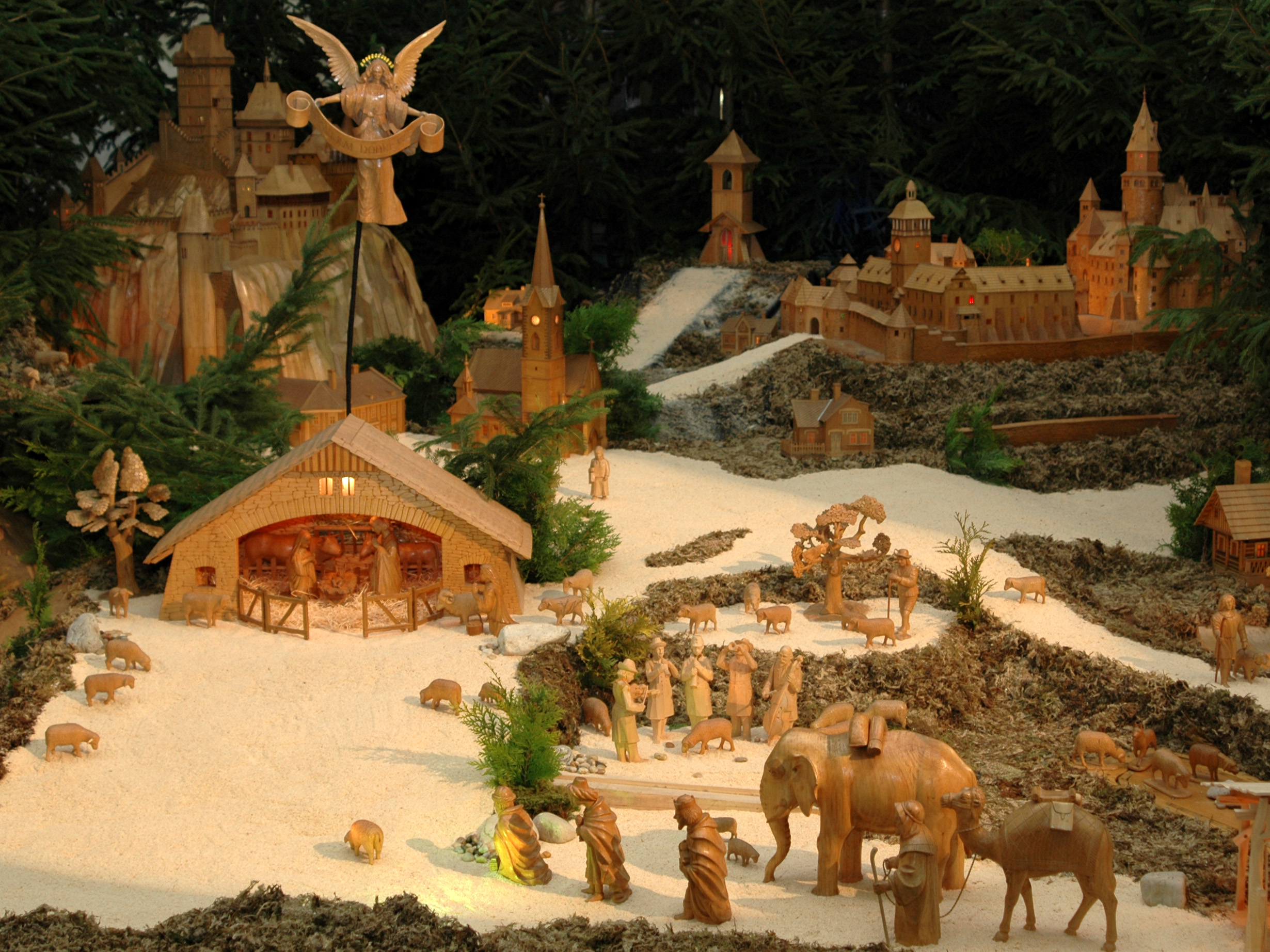
Rybas verk föreslår bilden av ett Tjeckiskt Bethlehem.

Mässan består av nio delar:
1. Kyrie (full text) – Öppningsdelen börjar med texten "Hej, mistře, vstaň bystře!" ("Hej mäster, gå upp fort!"). En ung herde väcker sin mäster, och de båda förundras av ovanliga fenomen i naturen.
2. Gloria (full text) – en hymn för att fira Kristus födelse
3. Graduale (full text) – Herdarna samlar folket från alla regioner i landet. Delen avslutas med en bedjan: "K Betlému teď půjdeme, Boha slavit budeme." ("Vi går till Bethlehem, för att fira vår Gud.")
4. Credo (full text) – I Tjeckisk julmässa beskriver Credo förberedelserna för pilgrimsfärden till Bethlehem.
5. Offertorium (full text) – Folket erbjuder musikaliska gåvor till Gud och Kristus.
6. Sanctus (full text) – Kompositionens kortaste del, en angels hymn.
7. Benedictus (full text) – Denna del med sopranens solo i fokus är dedikerad till hyllningen av den nyfödde frälsaren.
8. Agnus (full text) – avsked till Kristus, bön för folkets skydd.
9. Communio (full text) – Den avslutande delen slutar med en körhymn, som firar treenigheten.

Den ursprungliga instrumenteringen består av 4 soli, kör, orgel, flöjt, 2 klarinetter, 2 valthorn, jägarhorn, 2 violiner, viola, kontrabas och timpani.